# Stenoltjärnen
Stenoltjärnen är en sjö i Älvdalens kommun i Dalarna och ingår i Dalälvens huvudavrinningsområde. Sjön har en area på 0,0919 kvadratkilometer och ligger 778 meter över havet. Vid provfiske har abborre och gädda fångats i sjön.

## Delavrinningsområde
Stenoltjärnen ingår i det delavrinningsområde (684835-131166) som SMHI kallar för Mynnar i Borgan. Medelhöjden är 860 meter över havet och ytan är 20,35 kvadratkilometer. Det finns inga avrinningsområden uppströms utan avrinningsområdet är högsta punkten. Österfjällsbrunnan som avvattnar avrinningsområdet har biflödesordning 3, vilket innebär att vattnet flödar genom totalt 3 vattendrag innan det når havet efter 516 kilometer. Avrinningsområdet består mestadels av skog (47 procent), sankmarker (22 procent) och kalfjäll (30 procent). Avrinningsområdet har 0,09 kvadratkilometer vattenytor vilket ger det en sjöprocent på 0,4 procent.